# Bupleurum longiradiatum
Bupleurum longiradiatum là một loài thực vật có hoa trong họ Hoa tán. Loài này được Turcz. mô tả khoa học đầu tiên năm 1844.